# Calectasia browneana
Calectasia browneana är en enhjärtbladig växtart som beskrevs av Gregory John Keighery, Kingsley Wayne Dixon och Russell Lindsay Barrett. Calectasia browneana ingår i släktet Calectasia och familjen Dasypogonaceae. Inga underarter finns listade.